# Колесница с косами
Колесни́ца с ко́сами (также колесница с серпами, серпоносная колесница) — древняя боевая колесница с косоподобными лезвиями, установленными на колёсах с каждой её стороны, которые были предназначены для нанесения травм вражеской пехоте и ногам лошадей, а также для создания паники в рядах врага.

## Описание и происхождение
Колесница с косами представляла собой усовершенствованную боевую колесницу с горизонтальными лезвиями длиной около 1 метра с каждой стороны колеса. Греческий военачальник Ксенофонт, участник битвы при Кунаксе, рассказывает о них так: «Перед ним расположены были на большом расстоянии друг от друга, так называемые серпоносные колесницы. Серпы у них насажены вкось на оси колес и повернуты под колесницами лезвием к земле для того, чтобы разрезать на части все встречающееся на пути. План персов состоял в том, чтобы вклиниться в ряды эллинов и расколоть их на части».
В XVII—XIX веках в исторической науке господствовали гипотезы о ханаанском, ассирийском, древнеиндийском или македонском происхождении, но позже эти идеи были отвергнуты. А. К. Нефёдкин также подвергает сомнению сообщение Ксенофонта о колесницах с косами в войске первого персидского царя Кира, указывая на их примечательное отсутствие в армии одного из его преемников, Ксеркса I, участвовавшей в нашествии на Грецию (480—479 годы до н. э.). Согласно его гипотезе, персы начали применять колесницы с косами позже, между 467 и 458 годами до н. э., получив опыт борьбы с греческой тяжёлой пехотой.

### Персия
Колесница с косами была запряжена четырьмя лошадьми и имела экипаж до трёх человек (одного возничего и двух воинов). Колесницы с косами могли использоваться для разрушения порядка линий пехоты, или, по крайней мере, создания брешей в линии врага, которые могли затем быть использованы другими родами войск. Первоначально кавалерии было трудно разорвать плотные фаланги греческих и македонских гоплитов, и лошадям приходилось нелегко в толпе воинов. Колесницы с косами позволили избежать этой проблемы, с которой сталкивалась кавалерия, поскольку косы буквально прорезали ряды пехоты. Тем не менее, хорошо обученная армия могла быстро перестраиваться, размыкая ряды, когда колесницы приближались, а затем быстро смыкая, когда колесницы проходили через образовавшийся «коридор», сводя потери к минимуму. Колесницы с косами могли действовать только на открытой, равнинной местности, где было достаточно пространства для манёвра.
Стремена, шпоры современного типа и сёдла ещё не были изобретены (хотя вместо последних использовалось некое их подобие в виде кожаных попон), поэтому конница не могла действовать так эффективно, как средневековое рыцарство или кавалерия Нового времени. В этих условиях колесницы с косами, при их использовании совместно с конницей, были важным усиливающим фактором атаки на пехоту, тем более что армии противников Персии были преимущественно пешими. Вот что сообщает Ксенофонт о бое при Даскелионе (395 год до н. э.) между отрядом спартанского царя Агесилая и конницей сатрапа Геллеспонтской Фригии Фарнабаза:

У [греческих] солдат вошло в привычку собирать фураж небрежно и без принятия мер предосторожности. Был один случай, когда Фарнабаз с 2 колесницами с косами и 400 кавалеристами вышел на них, когда они были рассеяны по всей равнине. Когда греки увидели, что они надвигаются на них, они побежали, чтобы соединиться друг с другом; в целом их было около 700, но Фарнабаз не терял времени. Отправив колесницы вперёд и следуя за ними сам вместе с конницей, он приказал атаковать. Колесницы лихо врезались в греческие ряды, разбили их сомкнутый строй, а конница затем быстро сократила их число до около ста человек.

Единственным известным из источников примером их успешного применения в ходе крупного сражения был случай, когда силы Митридата VI Понтийского победили силы Вифинии на реке Амнии в 89 году до н. э.
Одним из наиболее известных поражений персидских колесниц с косами была битва при Гавгамелах против македонской фаланги во главе с Александром Македонским. Понимая, что колесницы с косами являются наиболее громоздкими и неповоротливыми единицами в персидской армии, Александр приказал своим фалангитам этим воспользоваться. За несколько мгновений до того, как колесницы должны были сойтись с пехотой, македонским солдатам было приказано выстроиться в формацию наподобие буквы E, загнав тем самым колесницы в ловушку между «зубцами». В результате македонские солдаты смогли остановить колесницы: те оказались зажатыми телами убитых ими солдат и под атакой длинных македонских копий — сарисс — солдат из вторых рядов фаланги. В итоге персы потерпели сокрушительное поражение, царь Дарий III бежал.

### Древний Рим
Несмотря на указанные недостатки, колесницы использовались с некоторым успехом правителями царств эллинистической эпохи. В последний раз об их использовании сообщается применительно к битве при Зеле в 47 году до н. э. Римляне якобы сумели эффективно справиться с этими колесницами, используя так называемый «чеснок» (противоконное заграждение), а также небольшие фиксированные вертикальные укрепления, за которыми пехота находилась в безопасности.

### Племена Сахары
В северной части Сахары кочевые племена, называвшиеся фарусии и нигриты, использовали колесницы с косами. Около 22 года н. э. Страбон писал: «У них есть колесницы, и они вооружены косами».

### Британские острова
Существует сообщение об использовании колесниц с косами бриттами, датированное 44 годом н. э., сразу после вторжения римлян в Британию в 43 году н. э. при императоре Клавдии:

Они воюют не только на лошадях, но и на колесницах, запряжённых двумя лошадями, и повозках, оснащённых в галльском стиле — они называют их ковинны, — на которых они используют оси, оснащённые косами.

Однако имеются некоторые сомнения относительно достоверности этой записи. Вполне возможно, что она является результатом клавдиевской пропаганды с целью преувеличить славу римского вторжения в Англию, сделав бриттов более мощными противниками, чем они были на самом деле. Напротив, во время вторжения Цезаря бритты использовали повозки с лошадьми только для внезапных атак на расстоянии, метая в римлян оружие, а затем стремились отступить обратно, чтобы уклониться от боя. Следует отметить, что археологических свидетельств существования в Британии колесниц с косами пока не обнаружено.

### Поздняя Римская империя
Во времена поздней Римской империи римляне, возможно, экспериментировали с необычным вариантом идеи колесницы с косами, который из-за подобия катафрактам имел название «лансер»: запряжённая парой или одной лошадью «колесница», сводившаяся к голой оси с колёсами, где косы опускались в боевое положение лишь в самый последний момент, что облегчало маневрирование перед битвой. По крайней мере, это представляется достаточно разумным объяснением разделов 12—14 анонимного римского трактата по военной тактике «De rebus bellicis».

### Другое
Колесница с косами упоминается в ирландских легендах.